# Африканські ігри
Африка́нські і́гри (англ. Africa Games), до 2011 року Всеафрика́нські і́гри — регіональні комплексні спортивні змагання спортсменів країн Африки. Проводяться з 1965 року один раз на чотири роки під егідою Вищої ради спорту Африки (фр. Conseil superieur du sport en Afrique (CSSA)). Міжнародним олімпійським комітетом (МОК) офіційно визнані, як континентальні ігри, на рівні з Азійськими та Панамериканськими іграми.

## Історія
Першим ідею проведення Панафриканських ігор висловив засновник сучасних Олімпійських ігор П'єр де Кубертен у 1920 році, але вона не була схвалена.
Перші спроби провести подібні змагання у 1925 році в Алжирі та у 1928 році в Александії виявились невдалими. Грошей, зібраних першим членом МОК від Африки єгипетським спринтером грецького походження Анжело Боланакі, вистачило лише на будівництво стадіону.
У 1960 році на Мадагаскарі, а у 1961 році — на Березі Слонової Кістки пройшли товариські ігри франкомовних країн Африки.
У 1962 році в Парижі пройшла конференція міністрів у справах молоді та спорту країн Африки, на якій було вирішене питання проведення Панафриканських ігор. Перші такі ігри відбулись у 1965 році у місті Браззавіль (Республіка Конго). Участь у них взяли 2500 спортсменів із 30 африканських країн. МОК визнав Всеафриканські ігри, як континентальні змагання.
У 1966 році була утворена Вища рада спорту Африки, яка перебрала на себе управління спортивною структурою на Африканському континенті.
Другі ігри, заплановані на 1969 рік у Малі, не відбулися через військовий переворот у цій країні. Наступні ігри передбачалось провести у 1971 році у Нігерії, але через військові дії пройшли вони лише у 1973 році.
Потім, через технічні труднощі, ігри пройшли у 1978 році в Алжирі.
Політична нестабільність у африканських країнах стала причиною затримок з проведенням Всеафриканських ігор аж до 1987 року.
З того часу до 2023 року ігри проводилися без затримок, через кожних чотири роки. Ігри, заплановані на 2023 рік у Гані, не відбулися вчасно через фінансові труднощі країни-організатора. 19 лютого 2023 року було ухвалено рішення перенести проведення ігор на період з 8 по 23 березня 2024 року.

## Хронологія змагань

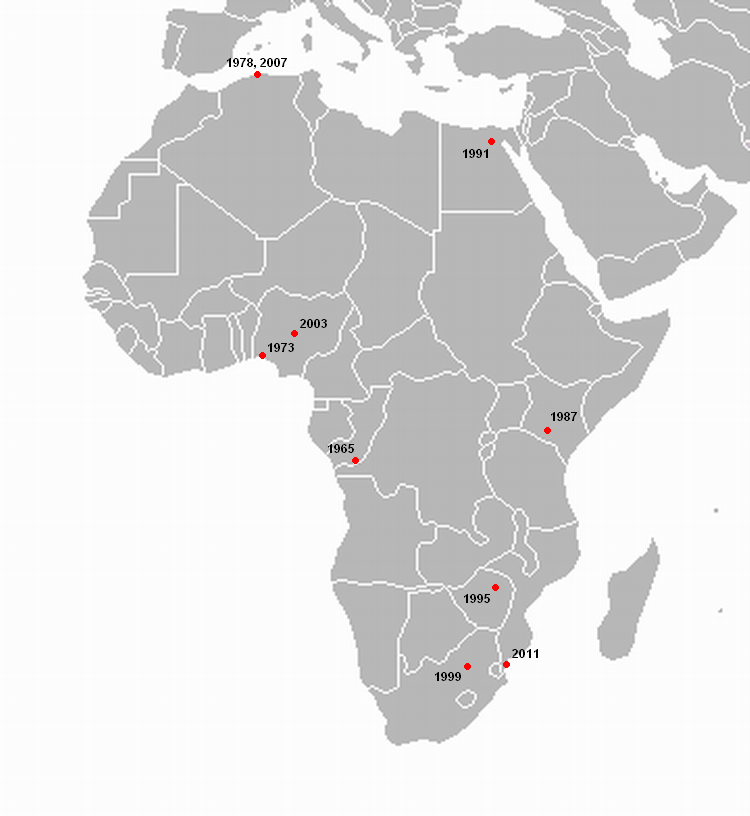
Країни-організотори змагань

| Ігри | Рік  | Місто проведення       | Країна           | Тривалість                                   | Країн-учасниць |
| ---- | ---- | ---------------------- | ---------------- | -------------------------------------------- | -------------- |
| I    | 1965 | Браззавіль             | Республіка Конго | 18—25 липня 1965                             | 30             |
| -    | 1969 | Бамако                 | Малі             | Ігри не відбулись через військовий переворот | -              |
| II   | 1973 | Лагос                  | Нігерія          | 7—18 січня 1973                              | 36             |
| III  | 1978 | Алжир                  | Алжир            | 13—28 липня 1978                             | 38             |
| IV   | 1987 | Найробі                | Кенія            | 1—12 серпня 1987                             | 41             |
| V    | 1991 | Каїр                   | Єгипет           | 20 вересня — 1 жовтня 1991                   | 43             |
| VI   | 1995 | Хараре                 | Зімбабве         | 13—23 вересня 1995                           | 46             |
| VII  | 1999 | Йоганнесбург           | ПАР              | 10—19 вересня 1999                           | 51             |
| VIII | 2003 | Абуджа                 | Нігерія          | 5—17 жовтня 2003                             | 50             |
| IX   | 2007 | Алжир                  | Алжир            | 11—23 липня 2007                             | 52             |
| X    | 2011 | Мапуту                 | Мозамбік         | 3—18 вересня 2011                            | 53             |
| XI   | 2015 | Браззавіль             | Республіка Конго | 4—19 вересня 2015                            | 54             |
| XII  | 2019 | Касабланка Рабат       | Марокко          | 19—31 серпня 2019                            | 54             |
| XIII | 2023 | Аккра Кейп-Кост Кумасі | Гана             | 4—23 березня 2024                            | 53             |
| XIV  | 2027 | Віндгук                | Намібія          | Майбутні ігри                                |                |

## Країни-учасниці
| - Алжир - Ангола - Бенін - Ботсвана - Буркіна-Фасо - Бурунді - Габон - Гамбія - Гана - Гвінея - Гвінея-Бісау - Джибуті - Екваторіальна Гвінея - Еритрея - Ефіопія - Єгипет - Замбія - Зімбабве | - Кабо-Верде - Камерун - Кенія - Коморські Острови - ДР Конго - Республіка Конго - Кот-д'Івуар - Лесото - Ліберія - Лівія - Маврикій - Мавританія - Мадагаскар - Малаві - Малі - Марокко - Мозамбік - Намібія | - Нігер - Нігерія - ПАР - Південний Судан - Руанда - Сан-Томе і Принсіпі - Есватіні - Сейшельські Острови - Сенегал - Сомалі - Судан - Сьєрра-Леоне - Танзанія - Того - Туніс - Уганда - Центральноафриканська Республіка - Чад |

## Медальний залік
| Країна                           | Золото | Срібло | Бронза | Разом |
| -------------------------------- | ------ | ------ | ------ | ----- |
| Єгипет                           | 463    | 342    | 340    | 1145  |
| Нігерія                          | 334    | 305    | 295    | 934   |
| ПАР                              | 259    | 229    | 177    | 665   |
| Алжир                            | 218    | 243    | 300    | 761   |
| Туніс                            | 152    | 132    | 146    | 430   |
| Кенія                            | 104    | 111    | 126    | 341   |
| Сенегал                          | 48     | 48     | 90     | 186   |
| Гана                             | 30     | 43     | 72     | 145   |
| Ефіопія                          | 29     | 39     | 46     | 114   |
| Камерун                          | 28     | 47     | 101    | 176   |
| Зімбабве                         | 24     | 33     | 59     | 116   |
| Уганда                           | 21     | 20     | 36     | 77    |
| Кот-д'Івуар                      | 19     | 23     | 41     | 83    |
| Лівія                            | 17     | 18     | 34     | 69    |
| Ангола                           | 15     | 17     | 27     | 59    |
| Маврикій                         | 10     | 21     | 34     | 65    |
| Мадагаскар                       | 10     | 17     | 36     | 63    |
| Марокко                          | 9      | 12     | 15     | 36    |
| Лесото                           | 8      | 3      | 11     | 22    |
| Ботсвана                         | 6      | 9      | 19     | 34    |
| Габон                            | 6      | 6      | 20     | 32    |
| Намібія                          | 5      | 11     | 20     | 36    |
| Малі                             | 5      | 7      | 9      | 21    |
| Судан                            | 5      | 1      | 3      | 9     |
| Танзанія                         | 4      | 9      | 10     | 23    |
| Мозамбік                         | 4      | 6      | 9      | 19    |
| Замбія                           | 4      | 5      | 23     | 32    |
| Еритрея                          | 3      | 1      | 2      | 6     |
| ДР Конго                         | 2      | 3      | 12     | 17    |
| Сейшельські Острови              | 1      | 17     | 27     | 45    |
| Республіка Конго                 | 1      | 10     | 20     | 31    |
| Руанда                           | 1      | 4      | 0      | 5     |
| Буркіна-Фасо }                   | 1      | 3      | 7      | 11    |
| Центральноафриканська Республіка | 1      | 2      | 2      | 5     |
| Гвінея                           | 1      | 2      | 1      | 4     |
| Сьєрра-Леоне                     | 1      | 2      | 1      | 4     |
| Чад                              | 1      | 0      | 9      | 10    |
| Кабо-Верде                       | 1      | 0      | 2      | 3     |
| Есватіні                         | 1      | 0      | 2      | 3     |
| Бурунді                          | 1      | 0      | 1      | 2     |
| Ліберія                          | 1      | 0      | 1      | 2     |
| Сомалі                           | 1      | 0      | 0      | 1     |
| Того                             | 0      | 2      | 11     | 13    |
| Нігер                            | 0      | 2      | 8      | 10    |
| Бенін                            | 0      | 2      | 3      | 5     |
| Гамбія                           | 0      | 2      | 0      | 2     |
| Сан-Томе і Принсіпі              | 0      | 1      | 2      | 3     |
| Малаві                           | 0      | 0      | 2      | 2     |
| Гвінея-Бісау                     | 0      | 0      | 1      | 1     |
| Всього                           | 1790   | 1747   | 2140   | 5677  |